# Maxi Priest
Max Alfred Elliott, noto con lo pseudonimo Maxi Priest (Lewisham, 10 giugno 1961), è un cantautore britannico, di origine giamaicana.

## Biografia
Nato nel quartiere londinese di Lewisham da genitori giamaicani, è cugino di Jacob Miller, cantante del celebre gruppo reggae Inner Circle.
Ha ottenuto una grande popolarità in buona parte del mondo nel 1990, grazie al singolo Close to You, estratto dall'album Bonafide. Precedentemente anche con il brano Wild World (1988) aveva riscosso successo, non però ai livelli di Close to You.
Ha duettato con Roberta Flack per il brano Set the Night to Music (1991). Nel 1996 ha cantato con Shaggy That Girl. Inoltre ha lavorato anche al fianco di Shabba Ranks, Lee Ritenour e altri artisti o gruppi.
Nel biennio 2007-2008 ha collaborato dal vivo con il gruppo UB40.

## Discografia

### Album in studio
- 1985 – You're Safe
- 1986 – Intentions
- 1988 – Maxi
- 1990 – Bonafide
- 1992 – Fe Real
- 1996 – Man with the Fun
- 1999 – CombiNation
- 2005 – 2 the Max
- 2007 – Refused
- 2014 – Easy to Love
- 2019 – It All Comes Back to Love
- 2020 – Unted State of Mind

### Raccolte
- 1991 – Best of Me
- 2000 – Collection
- 2012 – Maximum Collection